# Sullivantia renifolia
Sullivantia renifolia là một loài thực vật có hoa trong họ Saxifragaceae. Loài này được Rosend. miêu tả khoa học đầu tiên năm 1927.